# Zkáza domu Flandersů
Zkáza domu Flandersů (v anglickém originále When Flanders Failed) je 3. díl 3. řady (celkem 38.) amerického animovaného seriálu Simpsonovi. Scénář napsal Jon Vitti a díl režíroval Jim Reardon. V USA měl premiéru dne 3. října 1991 na stanici Fox Broadcasting Company a v Česku byl poprvé vysílán 5. listopadu 1993 na stanici ČT1. V díle si Ned Flanders, Homerův soused a (ne)přítel, otevírá obchod s potřebami pro leváky. A Homer mu nepřeje nic jiného, než aby zkrachoval.

## Děj
Ned Flanders pozve rodinu Simpsonových na grilování, kde jim oznámí, že plánuje otevřít Levárium, obchod pro leváky. Zatímco si s Nedem tahá kostku přání, Homer – žárlivý na Nedův materiální úspěch – si přeje, aby Levárium zkrachovalo. Poté, co mu Líza vynadá, že se oddává potěšení z cizího neštěstí, se Homer škodolibě usměje, když mu Ned řekne, že obchody jdou pomalu. Homer vidí, jak levorucí občané zápasí s předměty vyrobenými pro praváky, a uvažuje, že jim řekne o Leváriu, ale rozhodne se to nedělat. 
Nakonec obchod zavře a uvrhne rodinu Flandersových do dluhů a bídy. Ned je nucen prodat svůj majetek a Homer mnohé z nich radostně odkoupí za almužnu. Přemožený lítostí se Homer rozhodne Nedův majetek vrátit, ale zjistí, že Nedův dům je zabaven a rodina žije v autě. Homer řekne Nedovi, aby naposledy otevřel obchod, a informuje všechny levoruké obyvatele Springfieldu o Leváriu; ti se sjedou do obchodu a nakoupí téměř všechno. Obchodní boom pomůže Nedovi udržet obchod v provozu a získat zpět svůj dům. 
V podzápletce začne Bart chodit na lekce karate do Akirovy školy karate. Brzy zjistí, že ho karate nudí, a tak se rozhodne každou lekci vynechat a místo toho hrát videohry v herně obchodního centra. Kdykoli se Barta jeho přátelé a rodina ptají na techniky karate, které se učí, odkazuje na Dotek smrti, schopnost, kterou vidí v jednom z herních automatů, na nichž hraje. Pokračuje v terorizování Lízy, aby splnila jeho vůli, tím, že jí vyhrožuje Dotekem smrti. 
Když školní rváči seberou Líze saxofon, řekne jim, že ji Bart bude bránit pomocí Doteku smrti. Protože Bart není schopen bránit ani sebe, ani svou sestru, je rváči pověšen za spodní prádlo na obruč basketbalového koše na hřišti. Když Líza získá zpět svůj saxofon, zamyšleně poznamená, že někdy dvě křivdy dělají dobro.

## Produkce
Scénář epizody napsal Jon Vitti a režíroval ji Jim Reardon. Vyznačovala se neobvyklým množstvím animačních chyb, protože animační studio v Koreji zaučovalo novou skupinu animátorů a tato epizoda byla jedním z jejich prvních počinů. Showrunner Mike Reiss řekl, že si ji bude navždy pamatovat jako díl, „který se vrátil animovaný s tisíci chybami a byl prostě úplně a naprosto zpackaný“. Reardon řekl, že když se epizoda vrátila z Koreje, byla „chyba doslova v každé druhé scéně“. Několik scén muselo být kvůli těmto chybám znovu animováno ve Spojených státech, ale podle Reardona „jsou stále vidět ty menší, které prošly, jako například problémy s kvalitou linek zejména v prvním dějství“. Ačkoli byl díl odvysílán ve 3. řadě, byl vyroben během předchozí série. Byl natočen na jaře 1991, kdy předchozí řada skončila, a jeho vysílání bylo naplánováno na podzim. Štáb měl tedy více času na odstranění závad během léta.
V dílu se podruhé objevila postava Akira, kterou namluvil Hank Azaria. Předtím byl k vidění v epizodě 2. řady Není ryba jako ryba, kde je číšníkem v japonské restauraci. V této epizodě se ukazuje, že postavy Ned Flanders, Vočko Szyslak a Montgomery Burns jsou leváci, stejně jako tvůrce Simpsonových Matt Groening. Scenárista Simpsonových George Meyer přišel s nápadem Levária, když se tvůrci snažili vymyslet, co bude Nedův neúspěšný podnik. Inspirací byl Meyerův kamarád, jenž si otevřel obchod s potřebami pro leváky, který byl nucen rychle zavřít kvůli nedostatku obchodů.

## Kulturní odkazy
Název dílu je odkazem na název básně Na flanderských polích. Homer sleduje v televizi draft kanadské fotbalové ligy, na němž se objevují scenáristé Simpsonových Jay Kogen, Wallace Wolodarsky a John Swartzwelder. Akirova škola se nachází v obchodním centru vedle Shakespearova smaženého kuřete, což je odkaz na anglického básníka a dramatika Williama Shakespeara. Akira dává Bartově třídě karate starověké čínské vojenské pojednání Umění války od Sun-c’e. Richard Sakai je vidět v jednom ze záběrů davu v Leváriu na konci epizody.

## Přijetí
V původním americkém vysílání skončil díl v týdnu od 30. září do 6. října 1991 na 29. místě ve sledovanosti s ratingem 13,9, což odpovídá přibližně 12,8 milionu domácností. V tom týdnu se jednalo o nejsledovanější pořad na stanici Fox.
Po odvysílání epizoda získala od televizních kritiků převážně pozitivní hodnocení. Kirk Baird z Las Vegas Sun ji označil za pátou nejlepší epizodu Simpsonových a Central Michigan Life ji označil za „okamžitou klasiku“. Pete Oliva z North Texas Daily řekl, že epizoda „dokazuje, že je možné se smát a plakat zároveň, aniž by člověk mohl ovládat obě reakce“. Bill Gibron z DVD Verdict řekl, že díl ukazuje, že i když se Simpsonovi nezabývají slavnými celebritami nebo „vysoce postavenými místy“, scenáristé stále dokážou „vyždímat ze svých pravidelných herců rozvernou komedii. Flanders je v kánonu humoru zvláštním výtvorem, obyčejným chlápkem, který je vtipný tím, jak hypernormální je ve srovnání se svými neandrtálskými sousedy. Zaměření na lidi, kteří jsou leváci, a celá myšlenka leváctví je neobvyklým základem pro televizní pořad. Ale na druhou stranu, v Simpsonových není nikdy nic obyčejného.“
Hock Guan Teh z DVD Town autory také pochválil: „Dokázali vytvořit pokleslý příběh pro věčně bezradnou rodinu Flandersových, který slouží k ilustraci toho, jak temné emoce nakonec může překonat Homerova vina. Nezapomenutelná epizoda.“. Niel Harvey z The Roanoke Times označil díl za „klasický kousek Simpsoniády“. Odkaz dílu na Život je krásný označil Nathan Ditum z Total Filmu za 26. největší filmový odkaz v historii seriálu. Nate Meyers z Digitally Obsessed ohodnotil epizodu známkou 3,5 z 5 a poznamenal, že „možná není hluboká ve svém zkoumání žárlivosti, která způsobuje, že se lidé chovají iracionálně, ale zpracovává toto téma vážným způsobem a zároveň neohrožuje humor seriálu. Vedlejší příběh s Bartem vychází z éry seriálu, kdy byl Bart velkou hvězdou, ale i tak obsahuje několik vtipných kousků.“
Colin Jacobson z DVD Movie Guide napsal: „Protivný Homer rovná se vtipný Homer, takže Zkáza domu Flandersů představuje nadprůměrnou podívanou. Působí zde nezvykle hrubě, což ho činí zábavným. Dobrý materiál dodává i podzápletka s Bartem a jeho třídou karate, zejména když vyhrožuje, že na Lízu použije Dotek smrti. Další sentimentální závěr mírně kazí tento díl, ale celkově zůstává solidní.“. Kimberly Pottsová z AOL díl označila za desátou nejlepší epizodu seriálu a okomentovala: „Schadenfreude je tématem této napínavé epizody o Homerově radosti z neúspěchu Flandersova obchodu Levárium. Jen málokdy je Homer tak nestydatě samolibý, jako když napodobuje Flanderse a používá Nedův gril z výprodeje na dvoře, a to jsme se ještě nezmínili o Bartově podzápletce Dotek smrti.“. Tim Clodfelter z Winston-Salem Journal díl označil za „vynikající“ epizodu.